# 荃灣海濱公園

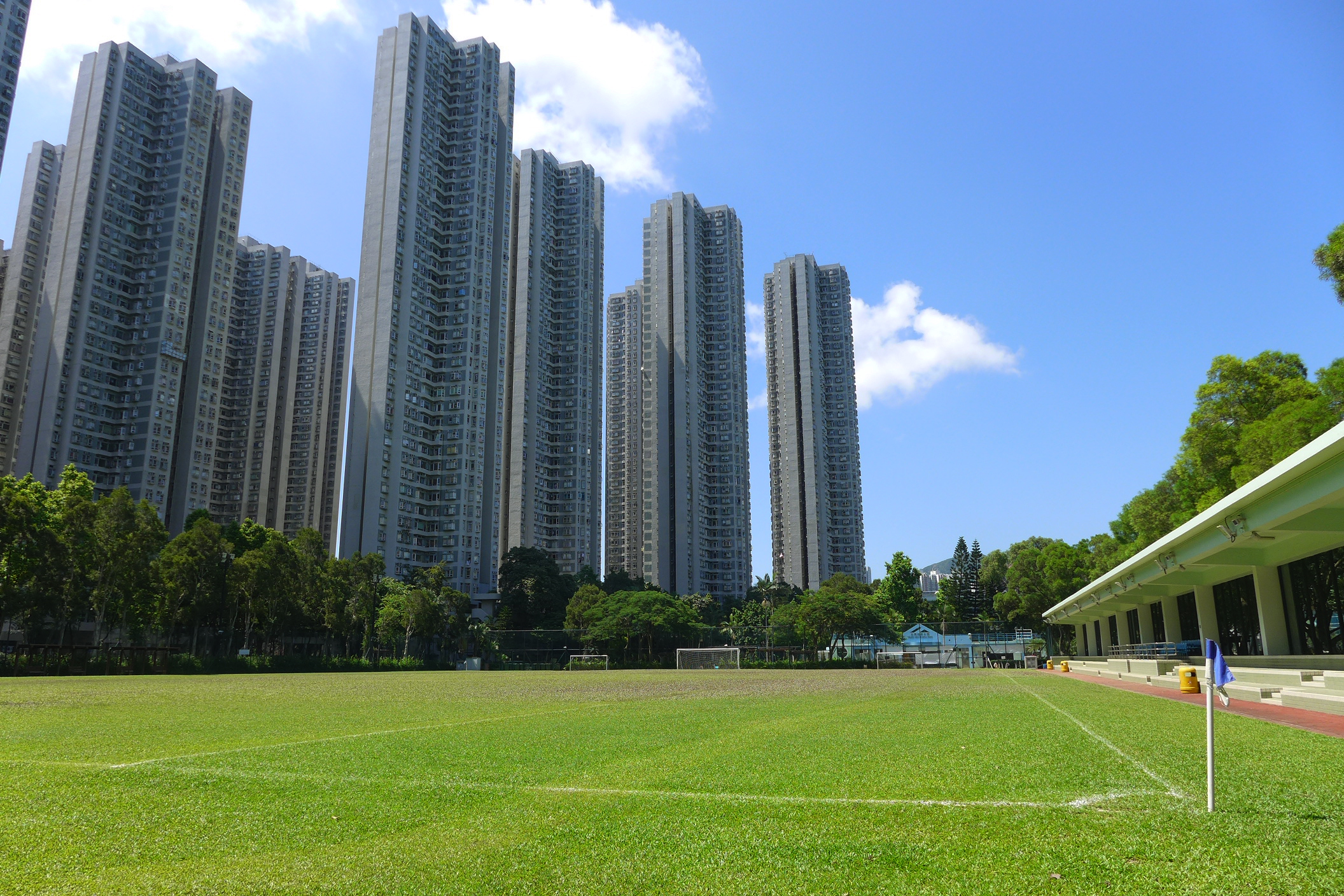
公園設有足球場

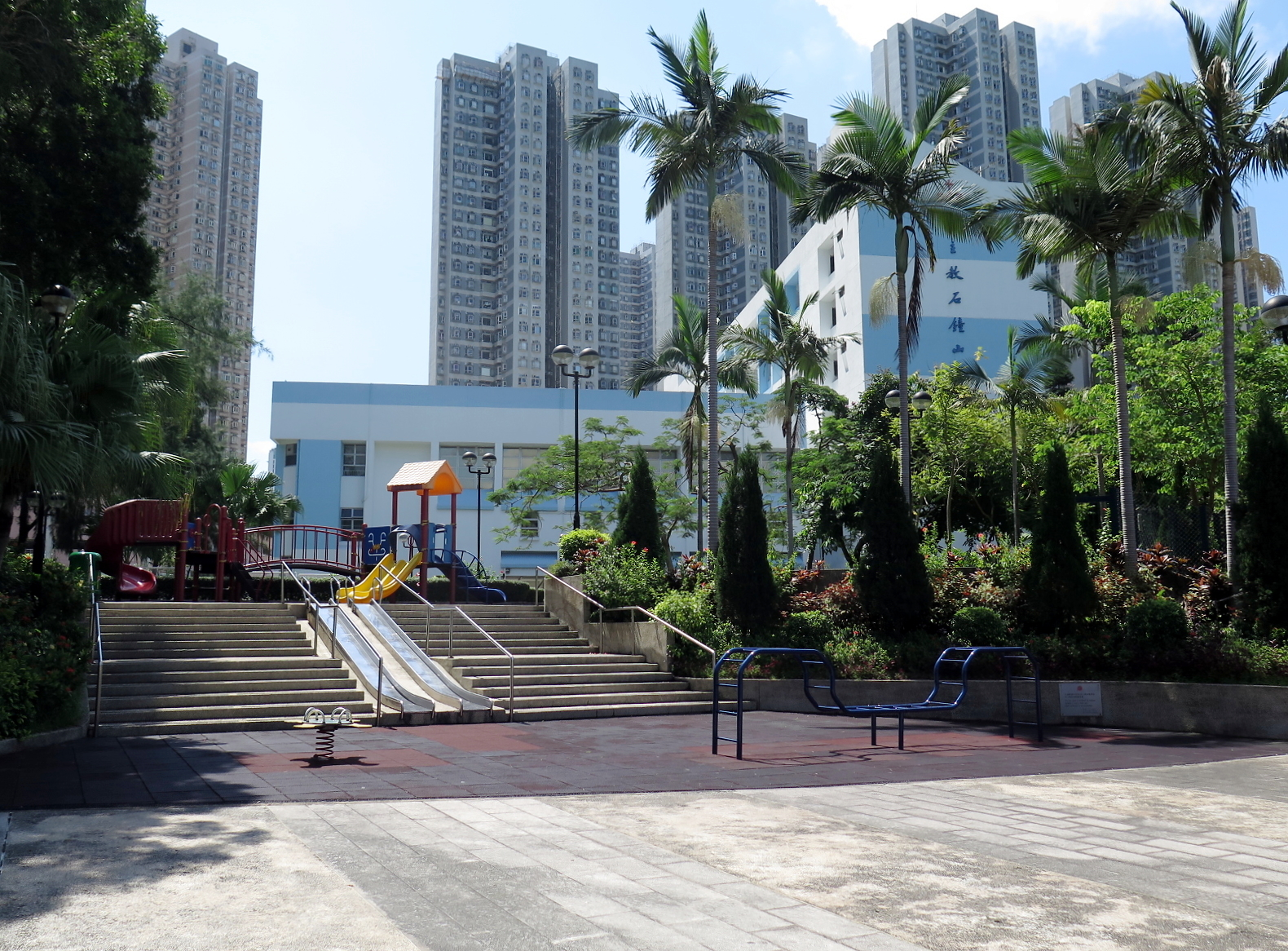
公園內的兒童遊樂場

荃灣海濱公園（英語：Tsuen Wan Riviera Park）是香港一個大型公園，位於新界荃灣新市鎮東南部，面向藍巴勒海峽，與荃灣公園相連，西鄰港鐵荃灣西站；佔地4.26公頃，設有足球場、網球場、兒童遊樂場、緩跑徑及健身設施，由康樂及文化事務署管理。

## 歷史
公園於1990年啟用，由旁邊私人住宅海濱花園的發展商新世界發展負責興建，建成後交由政府管理；相似類似情況還有和黃公園、麗港公園等。荃灣海濱公園是繼尖沙咀海濱花園後第二個海濱公園。

### 改善工程
由於公園已經開放超過20年，相對老化，故此政府將在荃灣海濱公園重新設計，內容包括改善現有11人天然草地足球場及公眾座位，包括上蓋和灌溉系統，重新規劃兒童遊樂場（即嬉水區、沙池、滑行區、攀爬區），改建公廁為多元化用途廁所，包括儲物空間、更衣室、淋浴間等，亦會增設健身設備，並改建網球場和增設社區園圃，預計動工後三年內完工。不過，經過地區諮詢後，康文署取消了原有的沙池和嬉水區。而環保署和渠務署則計劃在兒童遊樂場範圍地下興建旱季截流器，以解決荃灣海濱水質及臭味的問題。

## 禁煙安排
此場地全面禁煙。